# Goniapteryx sergilia
Goniapteryx sergilia är en fjärilsart som beskrevs av Stoll 1780. Goniapteryx sergilia ingår i släktet Goniapteryx och familjen nattflyn. Inga underarter finns listade i Catalogue of Life.

## Bildgalleri

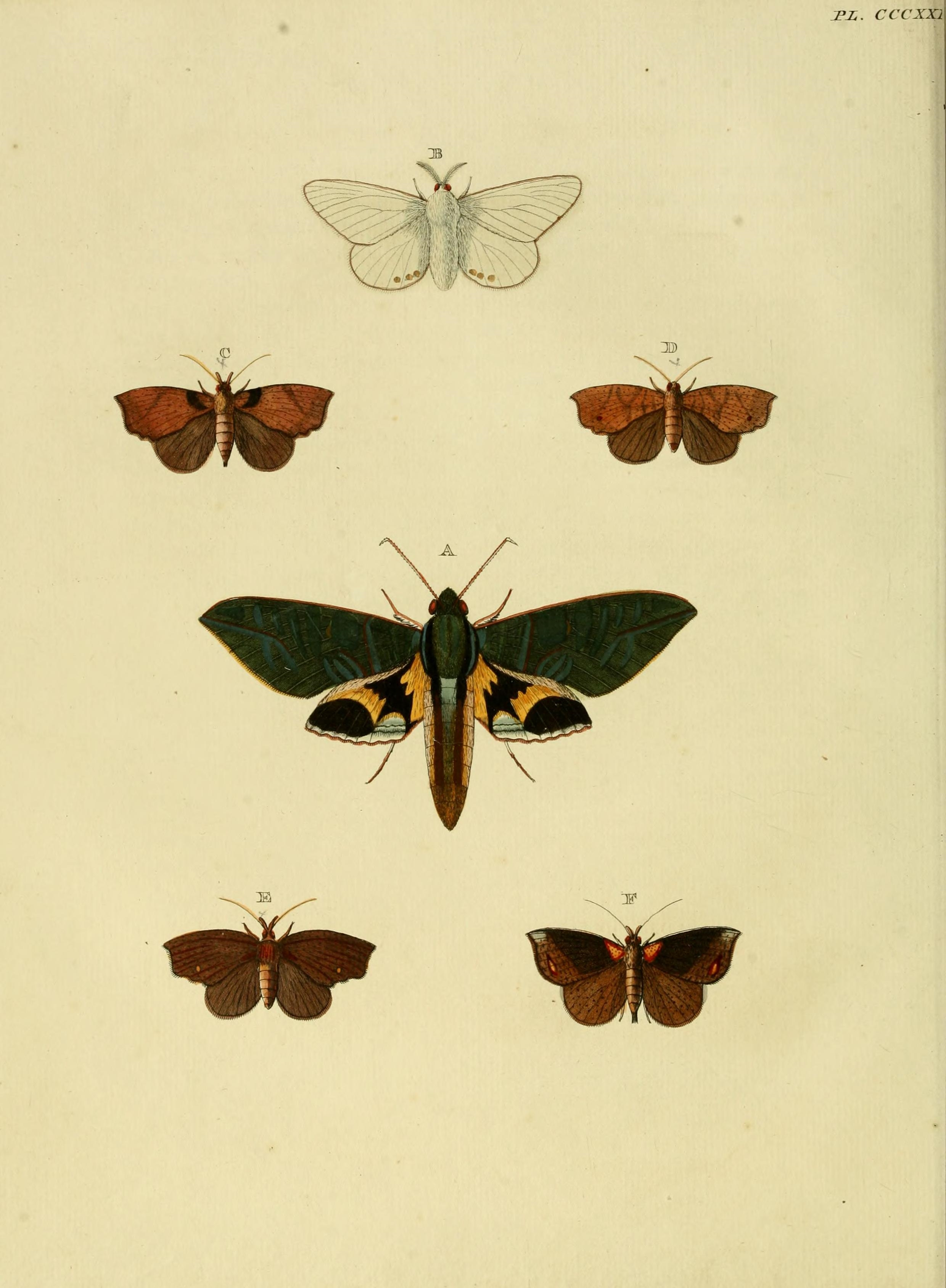